# Andrena bullata
Andrena bullata är en biart som beskrevs av Laberge 1967. Andrena bullata ingår i släktet sandbin, och familjen grävbin. Inga underarter finns listade i Catalogue of Life.